# Micael Borges

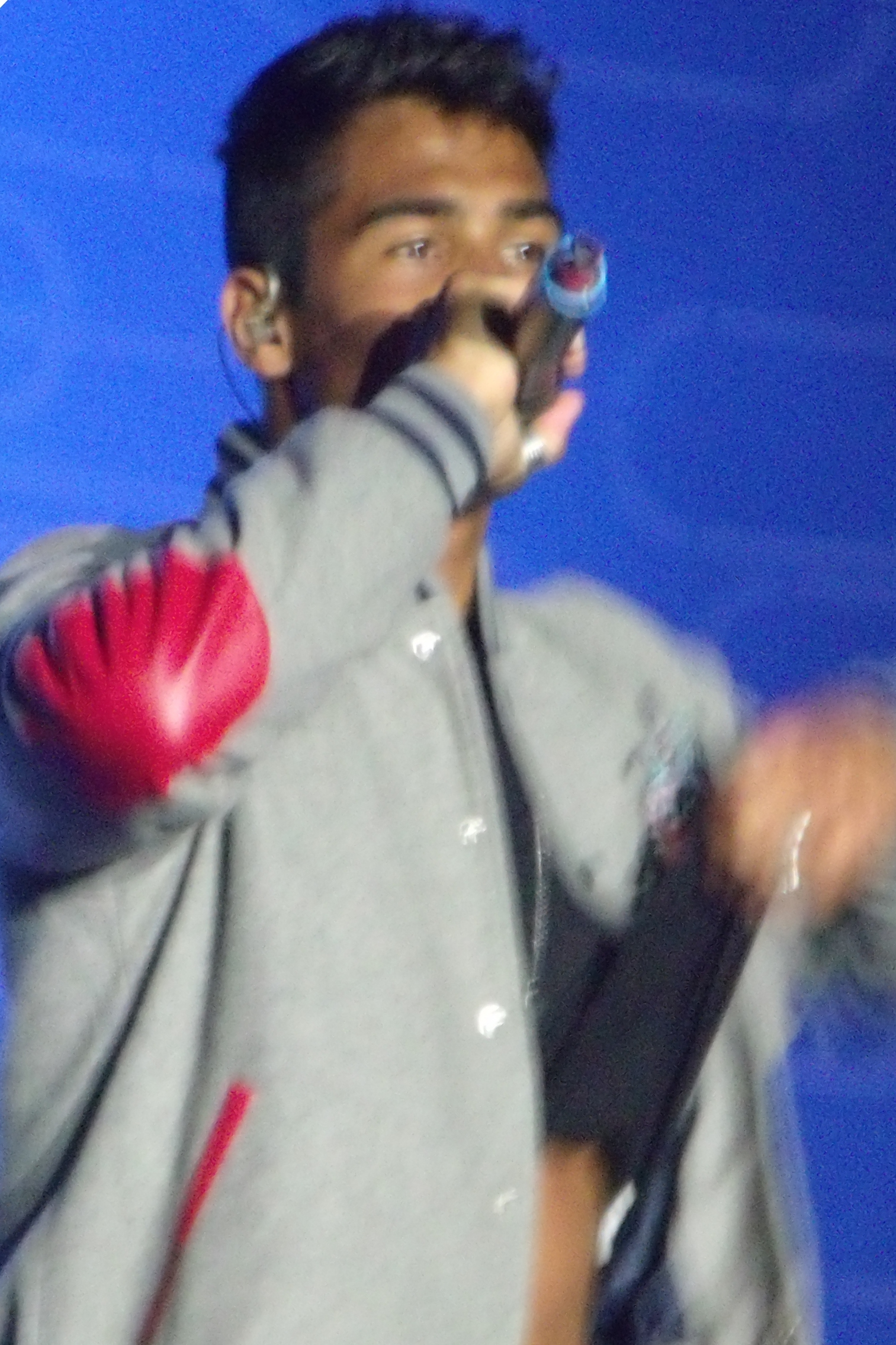
Micael Borges

Micael Borges (* 12. Dezember 1988 in Rio de Janeiro, Brasilien alsMicael Leandro de Farias Borges) ist ein brasilianischer Schauspieler und Sänger. Er wurde durch den Film City of God und die Telenovelas Young Hearts und Rebelde Brasil bekannt.

## Biografie
Geboren und aufgewachsen in Rio de Janeiro, begann Borges seine künstlerische Karriere Anfang 1993 mit einem Theaterstück mit dem Titel É Proibido Brincar. Er debütierte 2001 im Film Copacabana. Bekannt wurde er durch den Film City of God. 2009 spielte Micael seinen ersten Protagonisten in Young Hearts. 2011 wurde er national bekannt, als er in der Telenovela Rebelde Brasilden rachsüchtigen Pedro spielte.

## Rollen

### Kinofilme
- 2001: Copacabana (Street Boy)
- 2002: City of God (The Runts boy)
- 2003: As Alegres Comadres (Raul)
- 2004: Irmãos de Fé (Paulo)
- 2014: Alemão (Negociador ONG)
- 2021: Carnaval (Fred)

### Fernsehserien
- 2002: Brava Gente (Felipe)
- 2002: Cidade dos Homens (Freund der Babão)
  - deutsch: City of Men
- 2003: Alô Vídeo Escola (Rafa)
- 2006: Malhação (Young Hearts, Kohle)
- 2007: Caminhos do Coração – Juliano
- 2009: Malhação (Young Hearts, Luciano Ribeiro)
- 2011: Rebelde Brasil (Pedro Costa)
- 2017: Dancing Brasil (selbst)
- 2018: O Tempo Não Para (Laércio Emerenciano Batista)